# Марково (Галичский район)
Ма́рково — деревня в составе Дмитриевского сельского поселения Галичского района Костромской области России.

## География
Деревня расположена у реки Кистега.

## История
Согласно Спискам населённых мест Российской империи в 1872 году сельцо Марково относилось к 2 стану Галичского уезда Костромской губернии. В нём числилось 9 дворов, проживало 19 мужчин и 22 женщины.
Согласно переписи населения 1897 года в деревне проживало 69 человек (31 мужчина и 38 женщин).
Согласно Списку населённых мест Костромской губернии в 1907 году деревня относилась к Воскесенской волости Галичского уезда Костромской губернии. По сведениям волостного правления за 1907 год в ней числилось 15 крестьянских дворов и 61 житель. Основным занятием жителей деревни был малярный промысел.
До муниципальной реформы 2010 года деревня входила в состав Пронинского сельского поселения.

## Население
| 2008 | 2010 | 2012 | 2014 |
| ---- | ---- | ---- | ---- |
| 0    | →0   | →0   | →0   |